# Michael Gothard
Michael Alan Gothard (ur. 24 czerwca 1939 w Londynie, zm. 2 grudnia 1992 w Hampstead w Londynie) – angielski aktor.

## Wczesne życie
Michael Gothard urodził się w Londynie w 1939 roku. Po ukończeniu szkoły nie mając planów życiowych wyjechał do Europy. Rok mieszkał w Paryżu przy Boulevard Saint-Michel w Dzielnicy Łacińskiej. Podejmował się różnych zajęć, pracując między innymi jako robotnik budowlanych. Przez krótki okres, ze względu na walory fizyczne pracował jako model. Po powrocie do Anglii, postanowił zostać aktorem.

## Kariera
Jedną z jego najbardziej znanych kreacji była rola fanatycznego myśliwego czarownika i egzorcysty w horrorze Kena Russella Diabły (1971). Pojawił się na ekranie również w filmach Trzej muszkieterowie (1973) i Czterej muszkieterowie (1974). Grał w filmach historycznych i serialach (Arthur of the Britons (1972) jako Kai). Michael Gothard zagrał także w filmie o Jamesie Bondzie Tylko dla twoich oczu (1981) mordercę w okularach Emila Leopolda Locque'a. Ostatnimi filmami w których zagrał były Ivanhoe (1982) i horror science fiction Siła witalna (1985).

## Śmierć
W późniejszym okresie swego życia cierpiał na depresję. Popełnił samobójstwo wieszając się w swoim domu w 1992 roku. W chwili śmierci mieszkał w Hampstead. Nigdy nie był żonaty.

## Wybrana filmografia
- Krzycz póki możesz (1970) jako Keith
- Paul Temple (serial telewizyjny) (1970) jako Ivan
- Ostatnia dolina (1971) jako Hansen
- Diabły (1971) jako ojciec Barre
- Arthur of the Britons (serial telewizyjny) (1972–73) jako Kai
- Trzej muszkieterowie (1973) jako Felton
- Czterej muszkieterowie (1974) jako Felton
- Król Artur - Młody wojownik (film telewizyjny) (1975) jako Kai
- Warlords of Atlantis (1978) jako Atmir
- Tylko dla twoich oczu (1981) jako Emile Leopold Locque
- Ivanhoe (film telewizyjny) (1982) jako Athelstone
- Siła witalna (1985) jako Bukovsky
- Minder (serial telewizyjny) (1985) jako Sergie
- Hammer House of Mystery and Suspence (serial telewizyjny) (1986) jako Marvin
- Jack the Ripper (serial telewizyjny) (1988) jako George Lusk
- Kolumb odkrywca (1992) jako inkwizytor szpieg